# Egino V di Urach
Egino V, detto il Giovane, (1185 circa – 1236/37) fu conte di Urach e di Friburgo.

## Biografia
Egino V era figlio del conte Egino IV (1160–1230) e Agnese di Zähringen. Dopo l'estinzione degli Zähringer nel 1218, Egino IV, sposato con la sorella di Bertoldo V, Agnese, rilevò i loro possedimenti sulla riva destra del Reno, mentre i possedimenti di Zähringen in Svizzera e Borgogna caddero in mano a suo cognato Ulrico di Kyburg, sposo di Anna di Zähringen. Questa successione fu ostacolata dal re della stirpe Hohenstaufen Federico II, che intervenne e ridusse le rivendicazioni ereditarie degli Urach e dei Kyburg incamerando i feudi imperiali degli Zähringer: Zurigo, Rheinfelden, Berna, Breisach, Neuchâtel, Solothurn, Freiburg im Üchtland e Villingen ed il castello ancestrale degli Zähringen, andarono quindi all'impero. Il titolo di duca di Zähringen non andò ai conti di Urach e così Egino V si chiamò, dopo la morte del padre Egino IV, avvenuta nel 1230, Egino I, conte di Friburgo.

### La lotta per l'eredità degli Zähringen
D'accordo con il figlio Egino (V) il Giovane (co-reggente dal 1218 con il titolo di "signore della fortezza di Friburgo"), Egino IV non sopportò tale situazione. «Scoppiò una lotta tra il re ed Egino, che coinvolse in particolare la città di Friburgo». Padre e figlio, infine, riuscirono ad uscirne vincitori dalla controversia sull'eredità degli Zähringen. Il ducato Zähringen (e con esso il titolo di duca) cessarono di esistere nel 1218 alla morte di Bertoldo V, e i possedimenti di questa stirpe nella Foresta Nera andò in gran parte agli Hohenstaufen, così come i possedimenti nella Foresta Nera centrale lungo la Kinzigtalstraße (Ortenau, St. Georgen, Villingen), ma Egino V si oppose al questa situazione: il 18 settembre 1219 a Hagenau il re ed Egino V raggiunsero un accordo pacificamente, il quale confermò alcune delle rivendicazioni degli Urach su entrambi i lati della Foresta Nera in cambio di un risarcimento (in gran parte non pagato) di 25.000 marchi, non escludendo inoltre ulteriori rivendicazioni del conte.
Appoggiato dal fratello, il cardinale-vescovo Corrado di Urach († 1227), Egino raggiunse un accordo nel 1226 con il re Enrico (VII) (1224) e l'imperatore Federico, cui seguì il riconoscimento nel 1226 dell'avvocazia degli Urach sull'abbazia di San Pietro nella Foresta Nera, diritto in precedenza detenuto dagli Zähringen.
Il castello di Zindelstein (vicino a Wolterdingen) fu il centro della stirpe degli Urach per espandere il loro territorio nella Foresta Nera, in modo da creare un collegamento da Breisgau attraverso St. Peter a Baar.

### Precursore della costituzione di Friburgo: loStadtrodelcittadino del 1218
Il cambio di sovranità sotto gli Urach rese sospettosi i cittadini di Friburgo, che così, per precauzione, annotarono i diritti loro concessi dagli Zähringer in un documento costituzionale, lo Stadtrodel del 1218, in cui, tra l'altro, la cittadinanza era vincolata alla detenzione di proprietà all'interno delle mura cittadine. Secondo il diritto di mercato originario del 1120, ventiquattro commercianti formarono il consiglio comunale.
Non fu specificatamente il conte a determinare il destino della città, ma i nobili: «I ventiquattro consiglieri possono fare statuti su vino, pane, carne e altre cose, a seconda di ciò che pensano sarà utile alla città. E quelli che giurano su questo e lo infrangono, perderanno il loro onore ei loro beni saranno requisiti». I ventiquattro scelsero inoltre lo scoltetto, «der umb eigen, erbe und geldschulde, umb unzucht, mörde und bluotenden slag, umb Diebe und frevel und umb alle anderen sachen, wie geneant sind richtet».

### Divisione dell'eredità degli Zähringen

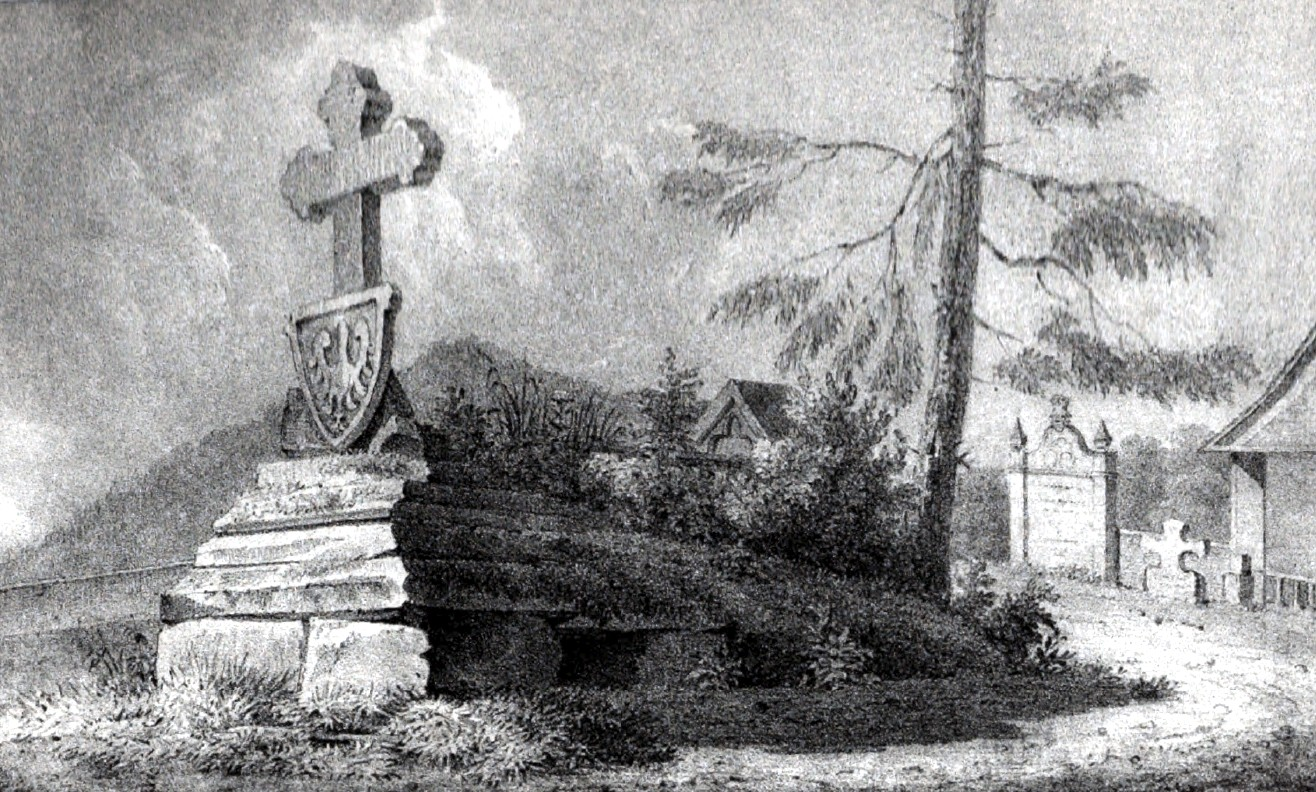
Tomba di Egino I di Friburgo al monastero di Tennenbach

Nonostante il suo infruttuoso intervento nella faida di Pfirter (1227/1228) e la sua vicinanza al re Enrico (VII), il conte di Urach e Friburgo si affermò politicamente nella caduta di Enrico nel 1235. Sebbene Egino avesse una solida reddita dai diritti di estrazione dell'argento, quando morì nel 1236/1237 risultò fortemente indebitato. Così la sua vedova Adelaide, in qualità di tutrice dei suoi figli, mise in pegno il castello di famiglia degli Urach. Egino fu sepolto in un frutteto dell'abbazia di Tennenbach.
Quando il figlio di Egino, Corrado, condivise l'eredità con il fratello più giovane Enrico I, Egino V, "l'erede degli Zähringer" divenne l'antenato della dinastia Fürstenberg. Come conte di Fürstenberg, Enrico ottenne il dominio sulla Foresta Nera e sul Baar. Il secondo figlio Egino I, Gerardo, invece, non ereditò nulla, ma divenne cappellano papale e rettore parrocchiale a Friburgo.
Per i signori di Friburgo, la divisione ereditaria si rivelò fatale, perché a lungo andare Breisgau e Ortenau furono una base economica troppo piccola per coprire le crescenti esigenze finanziarie dei conti. Anche la linea Fürstenberg aveva costantemente bisogno di denaro. Nel 1254/1265, Enrico vendette agli Hohenzollern il castello di Urach e parti dell'Achalm a Württemberg e le proprietà vicine a Balingen.

## Famiglia e figli
Egino si sposò con Adelaide di Neffen († 1248), figlia del conte Enrico I, conte di Neuffen, e di Adelaide di Winnenden. Essi ebbero diversi figli:
- Adelaide ⚭ che sposò nel 1239 Goffredo I d'Asburgo-Laufenburg († 1271);
- figlia dal nome sconosciuto ⚭ Simone II, conte di Geroldseck († prima del 1294);
- Gebeardo († intorno al 1262), dal 1248 cappellano papale e canonico di Strasburgo e Costanza;
- Goffredo († dopo il 1275), parroco di Villingen e Balingen;
- Bertoldo, conte di Urach († prima del 1241);
- Corrado I (1226 - 1271 ucciso in combattimento), secondo conte di Friburgo;
- Enrico I, conte di Fürstenberg († 1284);
- Cunegonda († prima del 1249) ⚭ che sposò Ottone I, conte di Eberstein (1172-1279).

## Ascendenza
|                          |                        |                          | Genitori                 |  |  | Nonni |  |  | Bisnonni |  |  | Trisnonni |  |
|                          |                        |                          |                          |  |  |       |  |  | …        |  |  | …         |  |
|                          |                        |                          |                          |  |  |       |  |  | …        |  |  | …         |  |
|                          |                        | …                        |                          |  |  |       |  |  | …        |  |  |           |  |
| Egino III di Urach       |                        |                          |                          |  |  |       |  |  | …        |  |  |           |  |
|                          |                        | …                        | …                        |  |  |       |  |  |          |  |  |           |  |
|                          |                        | …                        | …                        |  |  |       |  |  |          |  |  |           |  |
|                          |                        | …                        | …                        |  |  |       |  |  |          |  |  |           |  |
| Egino IV di Urach        |                        | …                        |                          |  |  |       |  |  |          |  |  |           |  |
|                          |                        | …                        | …                        |  |  |       |  |  |          |  |  |           |  |
|                          |                        | …                        | …                        |  |  |       |  |  |          |  |  |           |  |
|                          |                        | …                        | …                        |  |  |       |  |  |          |  |  |           |  |
| Cunegonda di Wasserburg  |                        | …                        |                          |  |  |       |  |  |          |  |  |           |  |
|                          |                        | …                        | …                        |  |  |       |  |  |          |  |  |           |  |
|                          |                        | …                        | …                        |  |  |       |  |  |          |  |  |           |  |
|                          |                        | …                        | …                        |  |  |       |  |  |          |  |  |           |  |
| Egino V di Urach         |                        | …                        |                          |  |  |       |  |  |          |  |  |           |  |
|                          | Corrado I di Zähringen | Bertoldo II di Zähringen |                          |  |  |       |  |  |          |  |  |           |  |
|                          | Corrado I di Zähringen | Bertoldo II di Zähringen |                          |  |  |       |  |  |          |  |  |           |  |
|                          | Corrado I di Zähringen | Agnese di Rheinfelden    |                          |  |  |       |  |  |          |  |  |           |  |
| Bertoldo IV di Zähringen | Corrado I di Zähringen |                          |                          |  |  |       |  |  |          |  |  |           |  |
|                          |                        | Clemenza di Namur        | Goffredo I di Namur      |  |  |       |  |  |          |  |  |           |  |
|                          |                        | Clemenza di Namur        | Goffredo I di Namur      |  |  |       |  |  |          |  |  |           |  |
|                          |                        | Clemenza di Namur        | Ermesinde di Lussemburgo |  |  |       |  |  |          |  |  |           |  |
| Agnese di Zähringen      |                        | Clemenza di Namur        |                          |  |  |       |  |  |          |  |  |           |  |
|                          |                        | Folmar II di Frohburg    | Adalberone I di Frohburg |  |  |       |  |  |          |  |  |           |  |
|                          |                        | Folmar II di Frohburg    | Adalberone I di Frohburg |  |  |       |  |  |          |  |  |           |  |
|                          |                        | Folmar II di Frohburg    | Sofia di Lenzburg        |  |  |       |  |  |          |  |  |           |  |
| Heilwig di Frohburg      |                        | Folmar II di Frohburg    |                          |  |  |       |  |  |          |  |  |           |  |
|                          |                        | Sofia di Montbelliard    | …                        |  |  |       |  |  |          |  |  |           |  |
|                          |                        | Sofia di Montbelliard    | …                        |  |  |       |  |  |          |  |  |           |  |
|                          |                        | Sofia di Montbelliard    | …                        |  |  |       |  |  |          |  |  |           |  |
|                          |                        | Sofia di Montbelliard    |                          |  |  |       |  |  |          |  |  |           |  |